# Cine este Q?
„Cine este Q?” este un episod din al doilea sezon al serialul științifico-fantastic „Star Trek: Generația următoare”. Scenariul este scris de Maurice Hurley; regizor este Rob Bowman. A avut premiera la 8 mai 1989.

## Prezentare
Q aruncă nava Enterprise la 7000 de ani lumină depărtare, dincolo de spațiul Federației, și îi aduce pe membrii echipajului în contact pentru prima dată cu o specie mortală numită Borg.

## Vezi și
- 1989 în științifico-fantastic